# Francisco Trois
Francisco Ricardo Terres Trois (ur. 3 września 1946 w Canoas, zm. 16 września 2020) – brazylijski szachista, mistrz międzynarodowy od 1978, sędzia klasy międzynarodowej od 1986 roku.

## Kariera szachowa
W latach 70. i na początku 80. należał do ścisłej czołówki brazylijskich szachistów. Wielokrotnie startował w finałach indywidualnych mistrzostw kraju, zdobywając 5 medali: srebrny (Blumenau 1972) oraz cztery brązowe (Rio de Janeiro 1974, Caxias do Sul 1975, João Pessoa 1976, São Luís 1981). Trzykrotnie reprezentował narodowe barwy na szachowych olimpiadach, w latach 1972, 1978 (na I szachownicy) oraz 1982. 
Największy sukces na arenie międzynarodowej odniósł w 1978 r., zwyciężając w turnieju strefowym (eliminacji mistrzostw świata) rozegranym w Tramandai w stanie Rio Grande do Sul. Dzięki temu sukcesowi wystąpił w 1979 r. w turnieju międzystrefowym w Rydze, w którym zajął XVII miejsce.
Inne sukcesy turniejowe: III m. w Brasilii (1969, za Jorge Szmetanem i Marcosem Moennichem), dz. III m. w Fortalezie (1975, turniej strefowy, za Raulem Sanguinettim i Miguelem Quinterosem, wspólnie z Oscarem Panno), I m. w Montevideo (1976), I m. w Piriápolis (1977), I m. w San Sebastian (1978), dz. III m. w Zalaegerszeg (1980), III m. w Reggio Emilii (1980/81, za Nilsem-Gustafem Renmanrm i Walterem Wittmannem), dz. III m. w Pradze (1981, za Janem Ambrozem i Eduardem Prandstetterem, wspólnie z Henrykiem Doboszem), dz. II m. w Asuncion (1983, za Gilberto Milosem, wspólnie z Zenonem Franco Ocamposem), III m. w Metz (1983), dz. I m. w San Bernardino (1983, wspólnie z Zenonem Franco Ocamposem), I m. w Luandzie (1984), I m. w Porto Belo (1985) oraz III m. w Asuncion (1986, za Roberto Cifuentesem Paradą i Jorge Gomezem Baillo).
Najwyższy ranking w karierze osiągnął 1 lipca 1984 r., z wynikiem 2430 punktów zajmował wówczas 2. miejsce (za Jaime Sunye Neto) wśród brazylijskich szachistów.
W 2008 r. był sędzią głównym finału indywidualnych mistrzostw Brazylii.